# Open Vlaamse Liberalen en Democraten
Pour les articles homonymes, voir Parti libéral-démocrate.
L’Open Vlaamse Liberalen en Democraten (Open VLD) (en français : « Libéraux et démocrates flamands ouverts ») est un parti politique belge de centre droit, d'inspiration libérale, et présent en Flandre. Il est présidé par Eva De Bleeker.
Le parti est présent dans quatre des sept parlements du pays :
- Au niveau fédéral : à la Chambre des représentants et au Sénat,
- Au niveau régional et communautaire : au Parlement flamand et au Parlement de la région de Bruxelles-Capitale.

En 2024, il ne fait partie d'aucun gouvernement.

## Histoire
L'aile néerlandophone du Parti libéral belge (créé en 1846) est nommée Partij voor Vrijheid en Vooruitgang (PVV) au lendemain de la Seconde Guerre mondiale. Il devient un parti autonome du parti de la liberté et du progrès en 1972. Lors des élections législatives de 1981, le PVV et son pendant francophone le PRL, réalisent un de leurs meilleurs scores et occupent le pouvoir jusqu'en 1985. Du début des années 1980 au début des années 2000, sa personnalité emblématique est Guy Verhofstadt.
Après les élections de 1991, qui voient la percée du Vlaams Blok et un recul des sociaux chrétiens, Guy Verhofstadt est appelé pour former un gouvernement. Il tente en vain de créer une coalition socio-libérale, mais n'est pas suivi par les socialistes flamands. À la suite de cet échec, Guy Verhofstadt lance un « refondation intellectuelle » du parti. En 1992, il publie un deuxième manifeste, De weg naar de politieke vernieuwing (La voie vers le renouveau politique) et, en fin d'année, mène la fondation d'un nouveau parti, Vlaamse Liberalen en Democraten (VLD), affichant l'objectif d'en faire le premier parti en Flandre. À cette fin, le VLD s'ouvre et enregistre l'adhésion de transfuges de la Volksunie, et dans une moindre mesure du CVP, du SP et d'Agalev. Le président du parti est désormais désigné par une élection directe. Guy Verhofstadt est réélu face à Herman De Croo.
En tête des enquêtes d'opinion, le parti déchante lors des élections européennes de 1994, où il reste devancé de plus de cinq points par le CVP. Les élections législatives l'année suivante confirme cette deuxième place et reconduisent la coalition socialistes-sociaux-chrétiens, renvoyant le VLD dans l'opposition pour quatre ans de plus. Verhofstadt prend du recul avec la politique belge. Le candidat qu'il soutient à la présidence du parti, Patrick Dewael, est battu par Herman De Croo. Sous la présidence de celui-ci, le parti se recentre et « efface certains « excès » de la période 1981-1995. »
Les résultats des élections législatives de 1999 sont pour les libéraux une « divine surprise ». L'effondrement du CVP permet au VLD de devenir le premier parti flamand, malgré une faible progression. Les libéraux sont la première force politique du pays, devant les sociaux chrétiens et les socialistes, pour la première fois depuis l'instauration du suffrage universel, et pour la première fois depuis soixante ans, un libéral, Guy Verhofstadt, devient premier ministre.
Guy Verhofstadt abandonne ce poste en mars 2008. En février 2007, le cartel formé par le VLD et Vivant décide de se présenter aux élections législatives sous le nom d'Open Vld.

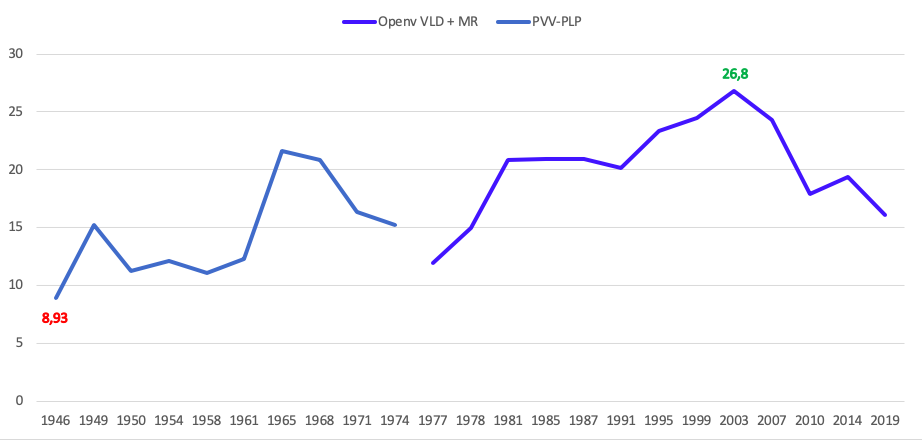
Évolution des résultats électoraux des partis libéraux, de 1946 à 2019.

Après avoir provoqué la chute du gouvernement Leterme II, le parti subit un revers électoral aux élections fédérales anticipées de 2010 en perdant 5 sièges sur 18 à la Chambre, 3 sur 9 au sénat et plus d'un quart de son électorat. Toutefois, les libéraux flamands siègent dans le gouvernement dirigé par le socialiste francophone Elio Di Rupo.
Il fait de nouveau partie du gouvernement, dirigé cette fois ci par Charles Michel, entre 2014 et 2019. À la chute de celui-ci, provoqué par la sortie de la N-VA, il continue à faire partie du gouvernement en affaires courantes durant la crise du coronavirus.
Lors des élections de 2024, le parti subit un revers historique. Il tombe à 5% au niveau national (alors qu'il était à 15% 20 ans avant), et devient le cinquième parti au niveau flamand.
Eva De Bleeker est depuis le 24 août 2024 la nouvelle présidente de l'Open Vld.

## Idéologie
L'Open Vld est le parti des libéraux flamands. Ses valeurs fondamentales sont la liberté et la responsabilité personnelle, le parti insistant sur le fait que les citoyens doivent avant tout faire leurs propres choix et en assumer la responsabilité. Le parti prône un gouvernement limité qui se concentre sur les tâches essentielles et n'interfère pas excessivement avec les citoyens et les entreprises. L'accent est mis sur l'encouragement de l'esprit d'entreprise et la protection des droits et libertés individuels. Pour l'Open Vld, un marché libre est essentiel. Le parti estime que le gouvernement ne devrait pas posséder d'entreprises et que les prix s'autoréguleront selon le principe de l'offre et de la demande. En outre, l'Open Vld cherche à réduire les impôts. En raison de ses positions économiques, l'Open Vld est souvent considéré comme un parti de centre-droit. Cependant, sur les questions éthiques, telles que l'avortement et l'euthanasie, le parti adopte une position progressiste. Le parti souligne ainsi l'importance de l'autonomie individuelle et de l'autodétermination lors de la prise de telles décisions.

### Positionnement
Le centre d'études RePresent — composé de politologues de cinq universités (UAntwerpen, KU Leuven, VUB, UCLouvain et ULB) — a étudié les programmes électoraux des treize principaux partis politiques belges. 
Cette étude a classé les partis sur deux axes « gauche-droite », de « - 5 » (extrême-gauche) à « 5 » (extrême-droite) : un axe socio-économique « classique », qui fait référence à l'intervention de l'État dans le processus économique, et au degré suivant lequel l'État doit assurer une égalité sociale, et un axe socio-culturel, qui fait référence à un clivage articulé autour d'une opposition identitaire autour de thèmes comme l'immigration, l'Europe, la criminalité, l'environnement, l'émancipation, etc.

#### 2019
Durant la campagne électorale de 2019, l'Open VLD présente un programme marqué à droite sur le plan socio-économique (2,74), mais centriste sur le plan socio-culturel (0,71),.

#### 2024
Durant la campagne électorale de 2024, le positionnement de l'Open VLD s'est maintenu à droite sur l'axe socio-économique (2,86) et au centre – mais plus à gauche qu'en 2019 – sur l'axe socio-culturel (- 0,38).

## Union européenne
L'Open VLD fait partie, tout comme son parti frère le MR, de l'ALDE. 
Il a envoyé, à la suite des élections de 2024, une députée : Hilde Vautmans.

## Structure

### Présidents

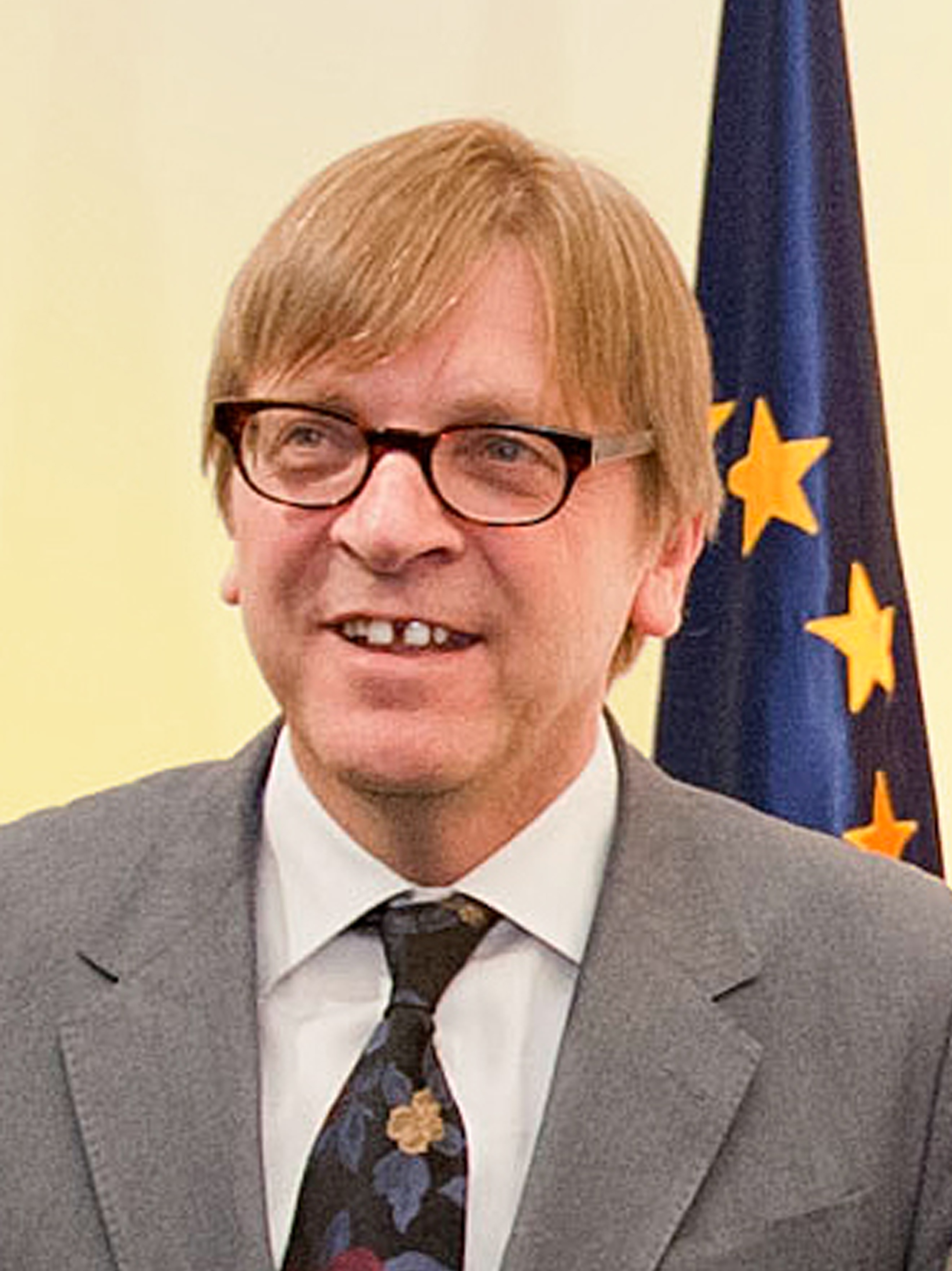
Guy Verhofstadt, président étant resté le plus longtemps à la tête de l'Open VLD : douze ans au total après quatre mandats.

| Présidents        | Début | Fin  | Durée | Durée   | Remarque                                                                    |
| Présidents        | Début | Fin  | Durée | Cumulée | Remarque                                                                    |
| ----------------- | ----- | ---- | ----- | ------- | --------------------------------------------------------------------------- |
| Willy De Clercq   | 1972  | 1973 | 1 an  | 1 an    | Premier mandat                                                              |
| Frans Grootjans   | 1973  | 1977 | 4 ans | 4 ans   |                                                                             |
| Willy De Clercq   | 1977  | 1982 | 5 ans | 6 ans   | Deuxième mandat                                                             |
| Guy Verhofstadt   | 1982  | 1985 | 3 ans | 3 ans   | Premier mandat                                                              |
| Annemie Neyts     | 1985  | 1989 | 4 ans | 4 ans   |                                                                             |
| Guy Verhofstadt   | 1989  | 1995 | 6 ans | 9 ans   | Deuxième mandat                                                             |
| Herman De Croo    | 1995  | 1997 | 2 ans | 2 ans   |                                                                             |
| Guy Verhofstadt   | 1997  | 1999 | 2 ans | 11 ans  | Troisième mandat                                                            |
| Karel De Gucht    | 1999  | 2004 | 5 ans | 5 ans   |                                                                             |
| Bart Somers       | 2004  | 2009 | 5 ans | 5 ans   |                                                                             |
| Guy Verhofstadt   | 2009  | 2009 | 1 an  | 12 ans  | Quatrième mandat. Plus grand nombre de mandats et plus longue durée cumulée |
| Alexander De Croo | 2009  | 2012 | 3 ans | 3 ans   | Fils d'Herman De Croo                                                       |
| Gwendolyn Rutten  | 2012  | 2020 | 8 ans | 8 ans   | Plus long mandant d'affilée                                                 |
| Egbert Lachaert   | 2020  | 2023 | 3 ans | 3 ans   |                                                                             |
| Tom Ongena        | 2023  | 2024 | 1 an  | 1 an    |                                                                             |
| Eva De Bleeker    | 2024  |      |       |         |                                                                             |

## Résultats électoraux

### Parlement fédéral

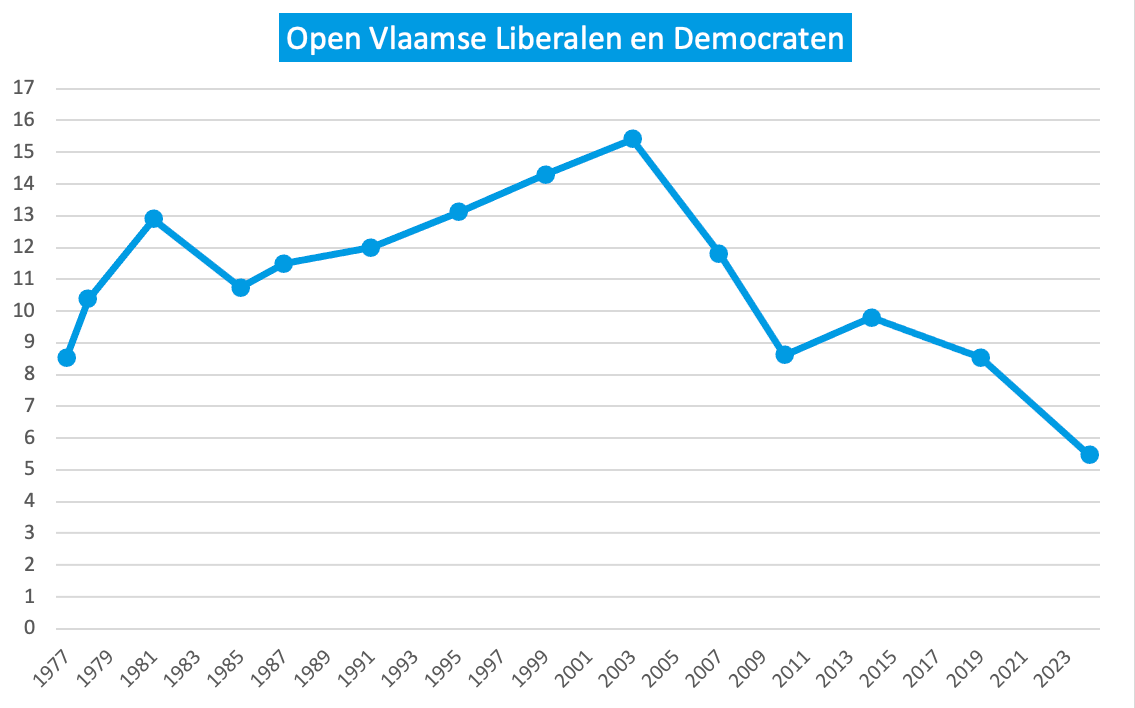
Evolution des résultats de l'Open VLD à la Chambre des Représentants.

| Année | Chambre des représentants | Chambre des représentants | Chambre des représentants | Sénat     | Sénat | Sénat    | Gouvernement                                         |
| Année | Voix                      | %                         | Sièges                    | Voix      | %     | Sièges   | Gouvernement                                         |
| ----- | ------------------------- | ------------------------- | ------------------------- | --------- | ----- | -------- | ---------------------------------------------------- |
| 1971  | 392 130                   | 7,42                      | 19 / 212                  | 776 514   | 14,90 | 6 / 106  | Opposition, Leburton I et II                         |
| 1974  | 798 818                   | 15,19                     | 21 / 212                  | 755 694   | 14,58 | 10 / 106 | Tindemans I, II et III                               |
| 1977  | 475 917                   | 8,54                      | 17 / 212                  | 472 645   | 8,55  | 9 / 106  | Opposition                                           |
| 1978  | 573 387                   | 10,36                     | 22 / 212                  | 572 535   | 10,45 | 11 / 106 | Opposition, Martens III et opposition                |
| 1981  | 776 871                   | 12,89                     | 28 / 212                  | 781 137   | 13,09 | 14 / 106 | Martens V                                            |
| 1985  | 651 806                   | 10,75                     | 22 / 212                  | 637 776   | 10,46 | 11 / 106 | Martens VI et VII                                    |
| 1987  | 709 758                   | 11,5                      | 25 / 212                  | 686 440   | 11,3  | 11 / 106 | Opposition                                           |
| 1991  | 738 016                   | 12,0                      | 26 / 212                  | 713 542   | 11,7  | 13 / 106 | Opposition                                           |
| 1995  | 798 363                   | 13,1                      | 21 / 150                  | 796 154   | 13,3  | 6 / 40   | Opposition                                           |
| 1999  | 888 973                   | 14,3                      | 23 / 150                  | 952 116   | 15,4  | 6 / 40   | Verhofstadt I                                        |
| 2003  | 1 009 223                 | 15,4                      | 25 / 150                  | 1 007 868 | 15,4  | 7 / 40   | Verhofstadt II                                       |
| 2007  | 789 445                   | 11,8                      | 18 / 150                  | 821 980   | 12,4  | 5 / 40   | Verhofstadt III, Leterme I, Van Rompuy et Leterme II |
| 2010  | 563 873                   | 8,6                       | 13 / 150                  | 533 124   | 8,24  | 4 / 40   | Di Rupo                                              |
| 2014  | 659 582                   | 9,8                       | 14 / 150                  | N/A       | N/A   | 5 / 60   | Michel I et II                                       |
| 2019  | 579 334                   | 8,54                      | 12 / 150                  | N/A       | N/A   | 5 / 60   | Wilmès I et II, De Croo                              |
| 2024  | 380 659                   | 5,45                      | 8 / 150                   | N/A       | N/A   |          | Opposition                                           |

1. 1 2 3  En coalition avec le Parti de la liberté et du progrès.

### Entités fédérées

#### Parlement flamand
| Année | Voix     | %     | Sièges   | Gouvernement       |
| ----- | -------- | ----- | -------- | ------------------ |
| 1995  | 761 262  | 20,18 | 26 / 124 | Opposition         |
| 1999  | 855 867  | 22,0  | 27 / 124 | Dewael, Somers     |
| 2004  | 804 578  | 19,79 | 25 / 124 | Leterme, Peeters I |
| 2009  | 616 610  | 14,99 | 21 / 124 | Opposition         |
| 2014  | 594 469  | 14,15 | 19 / 124 | Bourgeois, Homans  |
| 2019  | 556 630  | 13,13 | 16 / 124 | Jambon             |
| 2024  | Comptage | 8,33  | 9 / 124  | Opposition         |

#### Parlement de la Région de Bruxelles-Capitale
| Année | Voix     | %    | Sièges | Gouvernement                           |
| ----- | -------- | ---- | ------ | -------------------------------------- |
| 1989  | 12 143   | 2,77 | 2 / 75 | Opposition                             |
| 1995  | 11 034   | 2,67 | 2 / 75 | Opposition                             |
| 1999  | 13 729   | 3,22 | 2 / 75 | Simonet I, Donnea, Ducarme, Simonet II |
| 2004  | 12 443   | 2,74 | 4 / 89 | Picqué III                             |
| 2009  | 11 957   | 2,60 | 4 / 89 | Picqué IV, Vervoort I                  |
| 2014  | 14 296   | 3,09 | 5 / 89 | Vervoort II                            |
| 2019  | 11 051   | 2,41 | 3 / 89 | Vervoort III                           |
| 2024  | Comptage |      | 2 / 89 | En cours                               |

### Conseils provinciaux
| Année | Anvers  | Brabant flamand | Flandre-Occidentale | Flandre-Orientale | Limbourg |
| ----- | ------- | --------------- | ------------------- | ----------------- | -------- |
| 1994  | 13 / 84 | 17 / 75         | 15 / 84             | 22 / 83           | 17 / 75  |
| 2000  | 20 / 84 | 21 / 84         | 20 / 84             | 27 / 84           | 18 / 75  |
| 2006  | 13 / 84 | 17 / 84         | 14 / 84             | 22 / 84           | 14 / 75  |
| 2012  | 7 / 72  | 13 / 72         | 10 / 72             | 15 / 72           | 9 / 63   |
| 2018  | 2 / 36  | 5 / 36          | 5 / 36              | 7 / 36            | 4 / 31   |
| 2024  | 0 / 36  | 4 / 36          | 2 / 56              | 4 / 56            | 3 / 31   |

### Parlement européen
| Année | Voix    | %     | Sièges | Groupe |
| ----- | ------- | ----- | ------ | ------ |
| 1994  | 678 421 | 18,4  | 3 / 14 | ALDE   |
| 1999  | 847 099 | 21,9  | 3 / 14 | ALDE   |
| 2004  | 880 279 | 21,9  | 3 / 14 | ALDE   |
| 2009  | 837 834 | 20,6  | 3 / 13 | ALDE   |
| 2014  | 858 872 | 20,4  | 3 / 12 | ALDE   |
| 2019  | 678 051 | 15,95 | 2 / 12 | ALDE   |
| 2024  | 410 743 | 9,11  | 1 / 13 | ALDE   |